# Melanolophia praeapicata
Melanolophia praeapicata là một loài bướm đêm trong họ Geometridae.